# 863 Benkoela
Benkoela (asteróide 863) é um asteróide da cintura principal com um diâmetro de 27,06 quilómetros, a 3,0847274 UA. Possui uma excentricidade de 0,0362881 e um período orbital de 2 091,71 dias (5,73 anos).
Benkoela tem uma velocidade orbital média de 16,64784259 km/s e uma inclinação de 25,39181º.
Esse asteróide foi descoberto em 9 de Fevereiro de 1917 por Max Wolf.